# Swissporarena
El Swissporarena es un estadio multiusos ubicado en Lucerna, Suiza. Fue completado en 2011 y es usado principalmente para los partidos de local del FC Lucerna de la Superliga de Suiza. Tiene una capacidad para 16 800 espectadores y ha sustituido al viejo estadio de la ciudad, el Stadion Allmend.
La apertura del estadio estaba prevista para principios de año, pero por varios problemas durante la construcción, se cambió de planes.
El primer partido jugado en el nuevo estadio fue entre el equipo local y FC Thun, el 31 de julio de 2011. El encuentro finalizó con un empate sin goles. Mientras el estadio se construía, el Lucerna jugó provisoriamente en el estadio Gersag Emmenbrücke. El estadio tenía una capacidad de 8700 espectadores. Después de la construcción en el campo del FC Emmenbrücke, donde el primer equipo jugaba en la segunda división, se eliminaron las gradas.
La capacidad para eventos deportivos nacionales es de un máximo de 17 000 espectadores, con 14 000 asientos y 3000 lugares de pie. El aforo para competiciones internacionales es de 16 000. Para conciertos, la capacidad de audiencia se puede aumentar hasta 20 000 asientos.
Además del estadio de fútbol para los juegos del FC Lucerna, se construirá una piscina cubierta, una sucursal de Migros, un gimnasio de Migros y un gimnasio doble para deportes universitarios como parte de la construcción del estadio y sus alrededores. En el lado sur del estadio se construyeron dos bloques de torres residenciales con 283 apartamentos de alquiler. Los rascacielos de 77 y 88 metros de altura son los edificios residenciales más altos del centro de Suiza.
El 14 de junio de 2016, FC Luzern AG anunció que equiparía al Swissporarena con un sistema fotovoltaico en el techo. La planta ocupará un área de 6 862 metros cuadrados y se espera que entregue 900 000 kilovatios/h de electricidad, equivalente al consumo anual de 200 hogares o 900 personas. La planta trae un ahorro anual de emisiones de dióxido de carbono de 480 toneladas.

## Partidos internacionales
| Amistoso; 30 de mayo de 2012 | Suiza | 0:1 (0:0) | Rumania    | Swissporarena, Lucerna, Suiza                                 |                                                               |
|                              |       | Reporte   | Grozav 56' | Asistencia: 11 850 espectadores Árbitro(s): Svein Oddvar Moen | Asistencia: 11 850 espectadores Árbitro(s): Svein Oddvar Moen |

| Clasificación para la Copa del Mundo de 2014; 11 de septiembre de 2012 | Suiza                          | 2:0 (1:0) | Albania | Swissporarena, Lucerna, Suiza                              |                                                            |
|                                                                        | Shaqiri 23' · Inler 68' (pen.) | Reporte   |         | Asistencia: 16 500 espectadores Árbitro(s): Ovidiu Hațegan | Asistencia: 16 500 espectadores Árbitro(s): Ovidiu Hațegan |

| Amistoso; 30 de mayo de 2014 | Suiza     | 1:0 (0:0) | Jamaica | Swissporarena, Lucerna, Suiza   |                                 |
|                              | Drmić 84' | Reporte   |         | Asistencia: 15 000 espectadores | Asistencia: 15 000 espectadores |

| Amistoso; 3 de junio de 2014 | Suiza                          | 2:0 (0:0) | Perú | Swissporarena, Lucerna, Suiza   |                                 |
|                              | Lichtsteiner 78' · Shaqiri 84' | Reporte   |      | Asistencia: 15 000 espectadores | Asistencia: 15 000 espectadores |

| Clasificación para la Eurocopa 2016; 27 de marzo de 2015 | Suiza                                 | 3:0 (2:0) | Estonia | Swissporarena, Lucerna, Suiza                              |                                                            |
|                                                          | Schär 17' · Xhaka 27' · Seferović 80' | Reporte   |         | Asistencia: 14 500 espectadores Árbitro(s): Danny Makkelie | Asistencia: 14 500 espectadores Árbitro(s): Danny Makkelie |

| Amistoso; 18 de agosto de 2016 | Jordania                                | 2:3 (1:1) | Catar             | Swissporarena, Lucerna, Suiza |  |
|                                | Abdel-Rahman 29' (pen.) · B. Attiah 76' | Reporte   | Soria 16' 54' 80' |                               |  |

| Clasificación para la Copa del Mundo de 2018; 13 de noviembre de 2016 | Suiza                           | 2:0 (1:0) | Islas Feroe | Swissporarena, Lucerna, Suiza                                    |                                                                  |
|                                                                       | Derdiyok 27' · Lichtsteiner 83' | Reporte   |             | Asistencia: 14 800 espectadores Árbitro(s): Sébastien Delferière | Asistencia: 14 800 espectadores Árbitro(s): Sébastien Delferière |

| Amistoso; 27 de marzo de 2018 | Suiza                                                                           | 6:0 (4:0) | Panamá | Swissporarena, Lucerna, Suiza                             |                                                           |
|                               | Džemaili 22' · Xhaka 31' (pen.) · Embolo 33' · Zuber 39' · Drmić 49' · Frei 68' | Reporte   |        | Asistencia: 8 600 espectadores Árbitro(s): Oliver Drachta | Asistencia: 8 600 espectadores Árbitro(s): Oliver Drachta |

| Liga de las Naciones de la UEFA 2018-19; 18 de noviembre de 2018 | Suiza                                                     | 5:2 (3:2) | Bélgica          | Swissporarena, Lucerna, Suiza                              |                                                            |
|                                                                  | Rodríguez 26' (pen.) · Seferović 31' 44' 84' · Elvedi 62' | Reporte   | T. Hazard 2' 17' | Asistencia: 15 000 espectadores Árbitro(s): Daniele Orsato | Asistencia: 15 000 espectadores Árbitro(s): Daniele Orsato |

| Clasificación para la Copa del Mundo de 2022; 15 de noviembre de 2021 | Suiza                                               | 4:0 (0:0) | Bulgaria | Swissporarena, Lucerna, Suiza                              |                                                            |
|                                                                       | Okafor 48' · Vargas 57' · Itten 72' · Freuler 90+1' | Reporte   |          | Asistencia: 14 300 espectadores Árbitro(s): Benoît Bastien | Asistencia: 14 300 espectadores Árbitro(s): Benoît Bastien |

| Clasificación para la Eurocopa 2024; 19 de junio de 2023 | Suiza           | 2:2 (2:0) | Rumania           | Swissporarena, Lucerna, Suiza                              |                                                            |
|                                                          | Amdouni 28' 41' | Reporte   | Mihailă 89' 90+2' | Asistencia: 14 400 espectadores Árbitro(s): Daniele Orsato | Asistencia: 14 400 espectadores Árbitro(s): Daniele Orsato |

## Galería

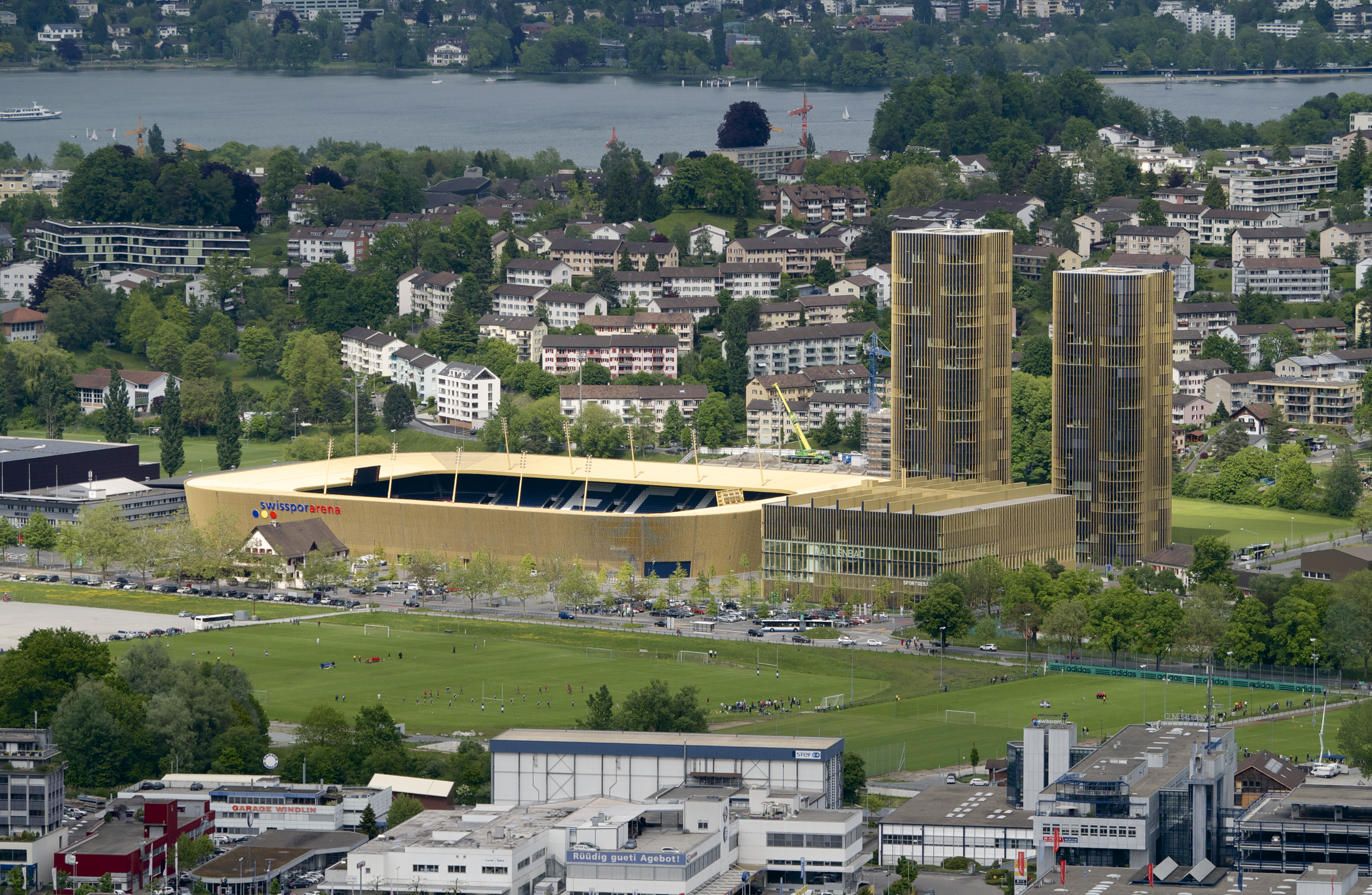
Swissporarena
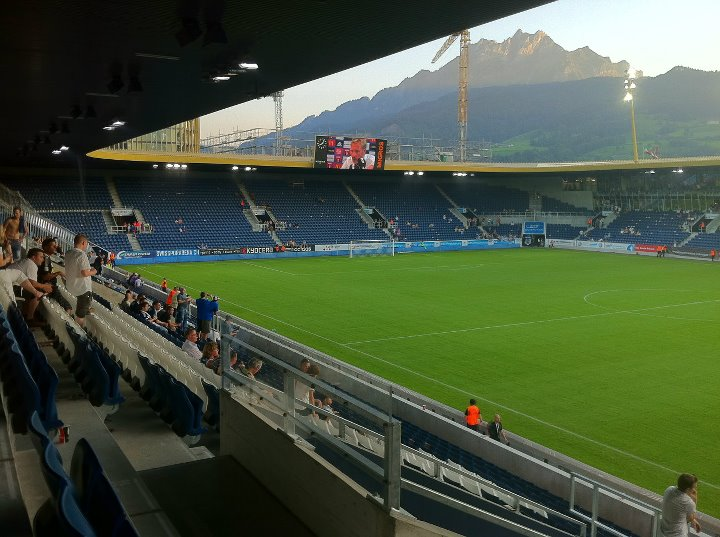
Interior
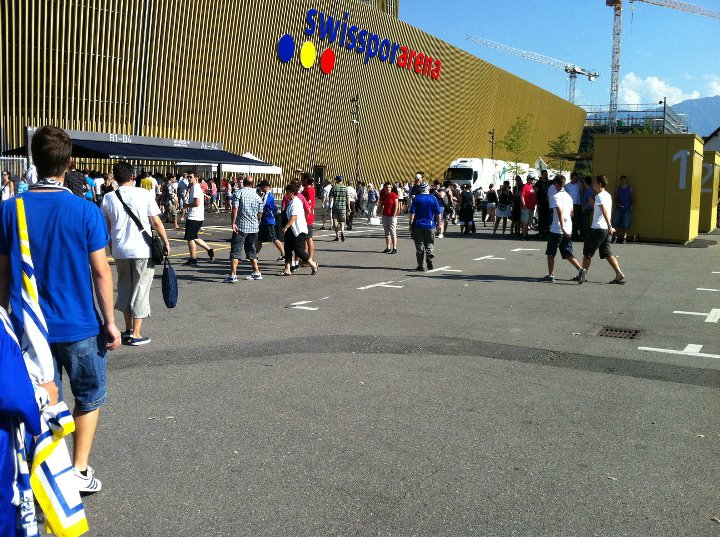
Exterior
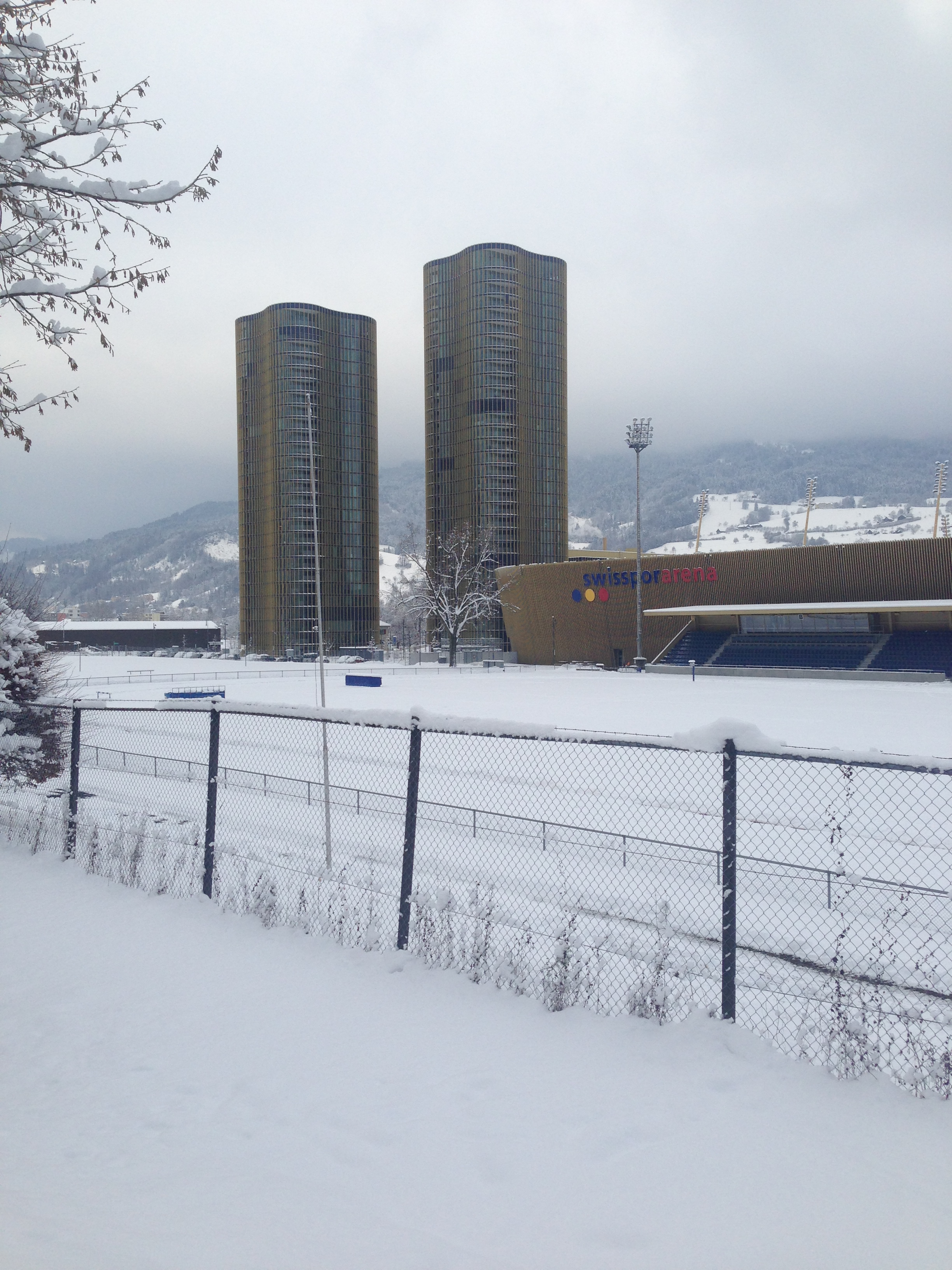
Swissporarena y los rascacielos residenciales
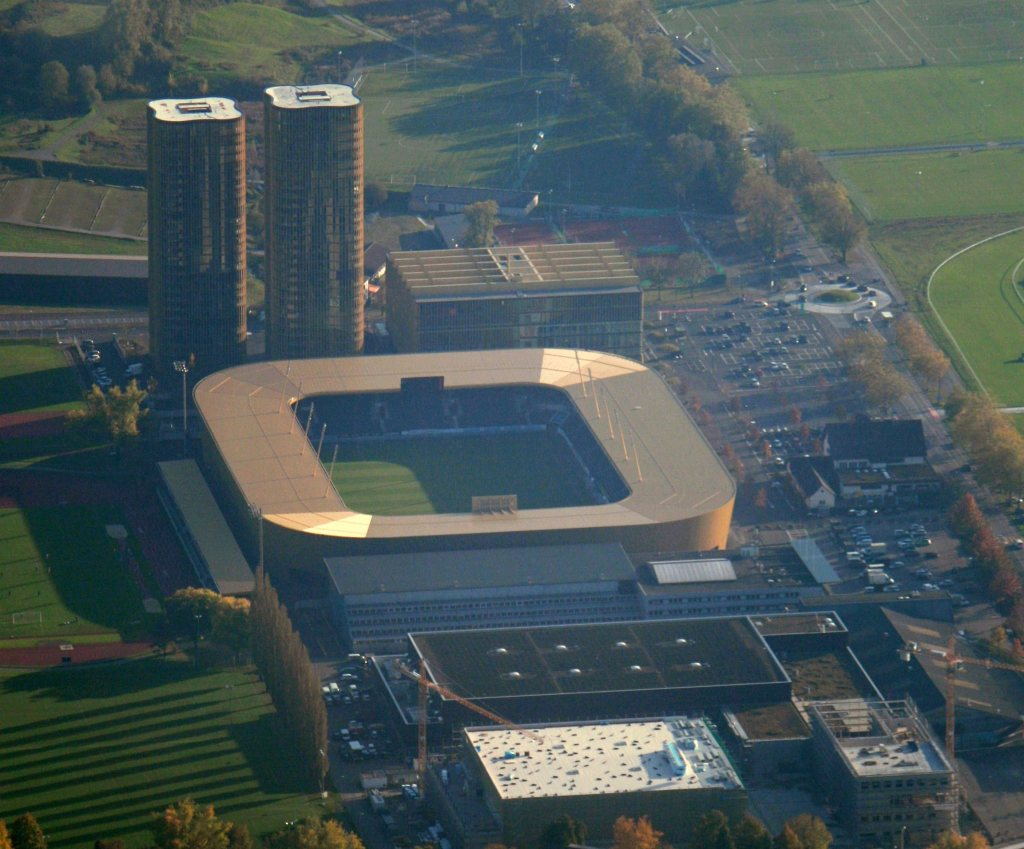
Vista aérea